# Ioannis Nikolaidis

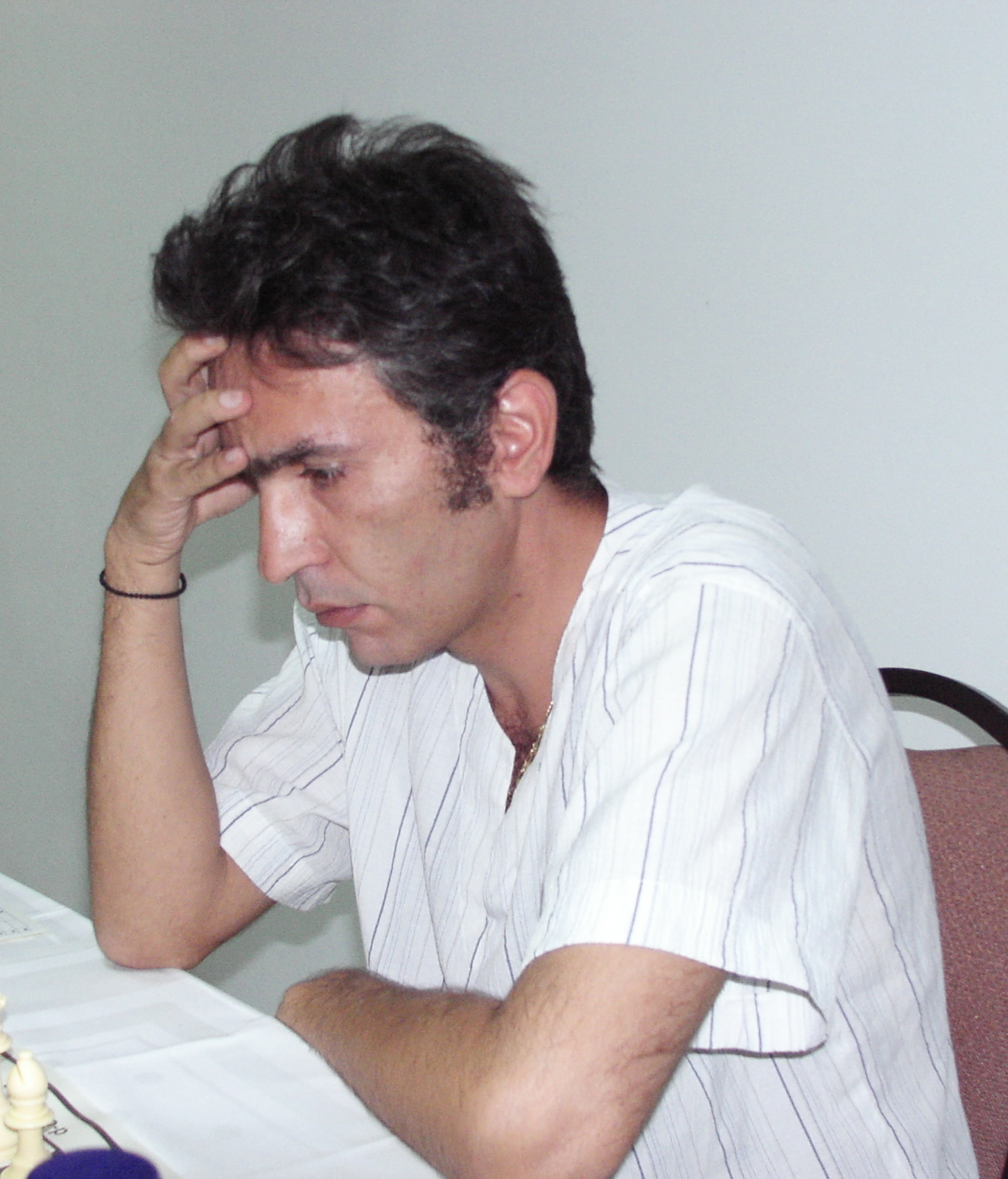
Ioannis Nikolaidis

Ioannis Nikolaidis (Grieks: Ιωάννης Νικολαΐδης) (4 januari 1971) is een Griekse schaker. Hij is sinds 1995 een grootmeester (GM).
- In 1994 werd hij Internationaal Meester (IM), in 1995 grootmeester.
- In 1995 werd hij op Kreta kampioen van Griekenland.[1]
- In 1998 werd hij gedeeld 7e–11e bij het zonetoerooi in Panormo, Kreta; dit was het kwalificatie-toernooi voor het FIDE Wereldkampioenschap schaken 1999.[2]
- In 2000 werd hij derde op het Bolzano Open.[3]
- In 2002 eindigde hij in Istanboel met 6 uit 9 op de derde plaats in het toernooi om het kampioenschap van de Balkan. Hristos Banikas werd eerste met 7 uit 9.[4]
- Van 4 t/m 12 december 2004 nam hij deel aan het toernooi om het kampioenschap van Griekenland en eindigde hij met 6 punten uit 8 wedstrijden op de eerste plaats. Hristos Banikas werd met 6 punten tweede en Stelios Halkias werd derde.
- In 2005 eindigde hij met Maxim Turov gedeeld 2e–3e op het Ikaria-Schaakfestival.[5]
- In 2008 won hij het 16e internationale toernooi van Nicea.[6]

## Nationaal team
Hij nam met het Griekse team deel aan acht Schaakolympiades: 1994, 1996, 1998, 2000, 2002, 2004 (in Calvià), 2006 en 2018. 
Ook nam hij met het Griekse team zes keer deel aan het EK landenteams (1997, 2001, 2003, 2011, 2015 en 2017) en twee keer aan de Schaakbalkaniade (1993 en 1994).